# Condado de Buyeo
Buyeo (en coreano:부여군, Romanización revisada: buyeo-gun, léase: Buyáo, literalmente: conceder) es un condado de la provincia de Chungcheong del Sur al centro-este de la república de Corea del Sur. Está ubicada al sur de Seúl a unos 150 km y a 60 km al sur de Daejeon cerca de la costa del mar amarillo. Su área es de 624.51 km² y su población total es de 31.500 (2010).
El condado fue la capital del reino Baekje desde 538 a. C. hasta el 660, donde era conocida como Sabi, y posee numerosos sitios históricos de esta época como las fortalezas de montaña. templos y túmulos.

## Administración
El condado de Buyeo se divide en 15 municipios (myeon) y 1 villa (eup).

## Clima
| Parámetros climáticos promedio de Buyeo (1981−2010) | Parámetros climáticos promedio de Buyeo (1981−2010) | Parámetros climáticos promedio de Buyeo (1981−2010) | Parámetros climáticos promedio de Buyeo (1981−2010) | Parámetros climáticos promedio de Buyeo (1981−2010) | Parámetros climáticos promedio de Buyeo (1981−2010) | Parámetros climáticos promedio de Buyeo (1981−2010) | Parámetros climáticos promedio de Buyeo (1981−2010) | Parámetros climáticos promedio de Buyeo (1981−2010) | Parámetros climáticos promedio de Buyeo (1981−2010) | Parámetros climáticos promedio de Buyeo (1981−2010) | Parámetros climáticos promedio de Buyeo (1981−2010) | Parámetros climáticos promedio de Buyeo (1981−2010) | Parámetros climáticos promedio de Buyeo (1981−2010) |
| Mes                                                 | Ene.                                                | Feb.                                                | Mar.                                                | Abr.                                                | May.                                                | Jun.                                                | Jul.                                                | Ago.                                                | Sep.                                                | Oct.                                                | Nov.                                                | Dic.                                                | Anual                                               |
| --------------------------------------------------- | --------------------------------------------------- | --------------------------------------------------- | --------------------------------------------------- | --------------------------------------------------- | --------------------------------------------------- | --------------------------------------------------- | --------------------------------------------------- | --------------------------------------------------- | --------------------------------------------------- | --------------------------------------------------- | --------------------------------------------------- | --------------------------------------------------- | --------------------------------------------------- |
| Temp. máx. media (°C)                               | 3.9                                                 | 6.8                                                 | 12.2                                                | 19.2                                                | 24.1                                                | 27.8                                                | 29.7                                                | 30.7                                                | 26.8                                                | 21.3                                                | 13.6                                                | 6.7                                                 | 18.6                                                |
| Temp. media (°C)                                    | −1.9                                                | 0.4                                                 | 5.3                                                 | 11.7                                                | 17.3                                                | 21.9                                                | 25.0                                                | 25.5                                                | 20.4                                                | 13.5                                                | 6.6                                                 | 0.5                                                 | 12.2                                                |
| Temp. mín. media (°C)                               | −7.0                                                | −5.0                                                | −0.7                                                | 4.8                                                 | 11.3                                                | 17.0                                                | 21.5                                                | 21.5                                                | 15.5                                                | 7.4                                                 | 1.0                                                 | −4.5                                                | 6.9                                                 |
| Precipitación total (mm)                            | 28.8                                                | 34.1                                                | 56.1                                                | 76.1                                                | 99.2                                                | 166.2                                               | 319.6                                               | 283.0                                               | 152.3                                               | 53.1                                                | 53.2                                                | 27.4                                                | 1349.2                                              |
| Días de precipitaciones (≥ 0.1 mm)                  | 7.6                                                 | 6.2                                                 | 7.8                                                 | 7.3                                                 | 7.7                                                 | 9.0                                                 | 13.9                                                | 13.0                                                | 8.4                                                 | 5.7                                                 | 8.3                                                 | 8.3                                                 | 103.2                                               |
| Horas de sol                                        | 179.2                                               | 187.9                                               | 223.9                                               | 245.1                                               | 256.2                                               | 229.0                                               | 195.4                                               | 220.8                                               | 212.9                                               | 220.6                                               | 169.9                                               | 167.7                                               | 2518.6                                              |
| Humedad relativa (%)                                | 73.0                                                | 69.0                                                | 66.9                                                | 65.2                                                | 69.3                                                | 74.2                                                | 81.1                                                | 79.7                                                | 77.1                                                | 74.7                                                | 73.9                                                | 75.1                                                | 73.3                                                |
| Fuente: Korea Meteorological Administration         |                                                     |                                                     |                                                     |                                                     |                                                     |                                                     |                                                     |                                                     |                                                     |                                                     |                                                     |                                                     |                                                     |

## Ciudades hermanas
- Luoyang.
- Gangnam-gu, Seúl.